# Zola Matumona
Zola Matumona Pitshu est un footballeur international congolais né le 26 novembre 1981 à Kinshasa. Il joue au poste de milieu de terrain.

## Biographie

### Carrière en club
Matumona arrive à l'AS Vita Club de Kinshasa (l'un des grands clubs de la RD Congo) après avoir passé une saison au CS Styles du Congo, club de deuxième division. Il devient rapidement le chouchou des supporters du club vert et noir qui le surnomment « Room » en référence à son jeu comparable à celui du joueur allemand, Karl-Heinz Rummenigge. Il y passe cinq saisons, gagne un titre de champion du Congo, plusieurs titres de champion de Kinshasa, il participe à la Ligue des Champions de la CAF et la coupe de la CAF avec son club. Il gagne aussi le prix du meilleur joueur du Congo à plusieurs reprises avant de quitter son club. Il atterrit au FC Brussels en 2007 pour une somme de 60 000 euros.
Il résilie unilatéralement son contrat avec le club à la suite des propos racistes tenus à son encontre par son président. Selon l'avocat du joueur, Johan Vermeersch avait tancé Matumona et lui avait expliqué qu'il « n'était plus dans son pays et devait oublier arbres et bananes » en présence du staff et des autres joueurs. Le dirigeant confirme ses déclarations mais explique que c'était « une blague ».
Le joueur reprend finalement son contrat le liant au club jusqu'en 2009 après un entretien avec le président qui s'excuse publiquement pour ses propos.
Il s'engage par la suite au RAEC Mons, un club de deuxième division où l'entraîneur Rudi Cossey décide de l'incorporer au sein de son noyau pour la saison 2009-2010. « J'ai signé à Mons car j'apprécie les ambitions affichées au sein du club. Je n'ai suivi à ce jour que deux entraînements avec le groupe mais cela s'est très bien passé. L'ambiance est très bonne. À présent, nous attendons sereinement le début de saison. C'est à ce moment qu'il faudra gagner des matches », confiait le néo Dragon après avoir paraphé son contrat.
En janvier 2013, il part pour le CD Primeiro de Agosto, un club du championnat angolais, mais revient au RAEC Mons un an plus tard afin d'aider le club hennuyer à se maintenir en première division (le club est alors lanterne rouge à huit jours de la fin de la phase classique du championnat belge).
En juin 2015, il s'engage au FC Renaissance du Congo. Durant cette saison il marque 13 buts en championnat et 1 en finale de la coupe du congo.

### En sélection nationale
Matumona fait ses débuts avec les seniors de l'Équipe de République démocratique du Congo de football en 2005 après avoir joué avec l'équipe des moins 20 ans les années précédentes. Il joue son premier match contre l'Ouganda dans un match comptant pour les éliminatoires jumelées CAN et Mondial 2006. Il finit le match avec une passe décisive et un but. Son pays ne se qualifie pas pour la Coupe du monde mais se console avec la participation à la CAN, la quinzième de son histoire.
Lors de cette compétition en 2006, il reçoit la récompense de « l'homme du match » à trois reprises, contre l'Angola, le Togo et l'Égypte. Depuis lors il est régulièrement appelé pour jouer avec les Léopards de la RDC. Il marque 3 buts lors des éliminatoires de la CAN 2010 et du Mondial 2010 mais les Léopards (ex-Simbas) ne passent pas le troisième tour.